# Guerau I di Urgell
Guerau, o Giraldo o Geraldo (prima del 14 marzo 1195 – 1228), è stato Signore di Cabrera, Visconte di Gerona e Visconte d'Àger, dal 1199 e conte usurpatore di Urgell, dal 1213 fino alla sua morte.

## Origine
Come ci conferma la Historia de los condes de Urgel, Tomo I, fu il figlio primogenito del Signore di Cabrera, Visconte di Gerona e Visconte d'Àger, Ponzio III di Cabrera e di Marchesa di Urgell, la figlia secondogenita del conte di Urgell, Ermengol VII di Valencia e della moglie, Dolce di Foix ( † 15 febbraio 1209), figlia del conte di Foix, Ruggero III e della moglie, Jimena di Barcellona, figlia del conte di Barcellona Ramon Berenguer III e di Maria Díaz de Vivar (ca. 1081-1105), seconda figlia del Cid Campeador) e della cugina del re di León e Castiglia, Alfonso VI, doña Jimena, figlia del conte di Oviedo e delle Asturie Diego Fernández e della contessa Cristina Fernández (secondo alcuni storici Jimena di Barcellona era la figlia diRamon Berenguer III e di Almodis de Mortain ( † tra il 23 novembre 1111 ed il 3 febbraio 1112, data del matrimonio con Dolce I di Provenza), di cui non si conoscono gli ascendenti.
Ponzio III di Cabrera, fu l'unico figlio del Signore di Cabrera, Visconte di Gerona e Visconte d'Àger, e che, come ci mostra il documento n° 608 del volume V delle Preuves de l'Histoire Générale de Languedoc, datato 27 gennaio 1156, si riconosce suddito di Ermengol VII di Valencia, citato col titolo di conte di Urgell, che gli riconosce la proprietà del castello di Albesa Guerau III di Cabrera ( † dopo il 1165) e della moglie, Berenguela de Queralt, di cui non si conoscono gli ascendenti).

## Biografia
Secondo la Historia de los condes de Urgel, Tomo I, vi è un documento del 1195, in cui suo padre Ponzio, rivolgendosi al conte di Urgell, Ermengol VIII, come suo signore (Ermengaudo domino meo), gli promette la proprietà del castello d'Àger, ed è controfirmato da Marchesa (moglie di ponzio e madre di Guerau) e da Guerau stesso.
Nel 1199, alla morte del padre, Guerau gli subentrò, sotto tutela, in tutti i suoi titoli di Signore di Cabrera, Visconte di Gerona e Visconte d'Àger).
Successivamente al 1204, Guerau sposò Eilo Perez de Castro ( † dopo il 10 febbraio 1243), che secondo il Nobiliario di Pietro Alfonso, conte di Barcelos, era la figlia di Pedro Fernández de Castro el Castellano, signore della Casa di Castro e della moglie, Maria Sanchez.
Secondo la Ex gestis comitum Barcinonensium, Guerau, dopo la morte del conte di Urgell, Ermengol VIII, nel 1209, accampò delle pretese sulla contea, che era stata ereditata dalla cugina, Aurembiaix, sotto la tutela della madre, Elvira Perez, che chiese la protezione del re d'Aragona, Pietro II, il quale a più riprese sconfisse e fece prigioniero Guerau, con moglie e figli; Guerau, però dopo la morte di Pietro II, alla battaglia del Muret, nel 1213, riottenne la libertà e poté tornare nella contea di Urgell, dove si proclamo conte di Urgell, mettendosi in competizione con Elvira Perez, che rappresentava la figlia, Aurembiaix, che dopo il matrimonio con il signore della Casa di Castro, Álvaro Pérez de Castro «el Castellano», che secondo il Nobiliario di Pietro Alfonso, conte di Barcelos, era figlio di Pedro Fernández de Castro el Castellano, signore della Casa di Castro e della moglie, Maria Sanchez, si era trasferita nel regno di Castiglia.
Dopo la morte, avvenuta dopo il 1220, della madre di Aurembiaix, Elvira, Guerau, approfittando della minor età del nuovo re di Aragona, Giacomo I, riuscì ad impossessarsi della contea di Urgell.
Dopo che il matrimonio tra la cugina e cognata, Aurembiaix, ed Álvaro Pérez de Castro era stato annullato, nel 1228, ed in quello stesso anno, Aurembiaix aveva firmato un accordo di concubinaggio con l'ex fidanzato, Giacomo I, che prevedeva, che in mancanza di eredi la contea di Urgell andasse a Giacomo I (il contratto ci viene fornito dalla Historia de los condes de Urgel, Tomo I), il re di Aragona, Giacomo I, intervenne in Urgell, riuscendo a scacciare Guerau dalla contea di Urgell.
Secondo la Historia de los condes de Urgel, Tomo I, Guerau, privato della contea di Urgell e abbandonato da tutti, decidendo di dedicarsi ad una vita religiosa, si ritirò nell'ordine dei Templari, dove passò il resto della sua vita; anche la Ex gestis comitum Barcinonensium, conferma che Guerau entrò nell'ordine dei Templari e vi morì.

## Discendenza
Guerau da Eilo ebbe cinque figli:
- Ponzio I[10] (1216 - † 1243), conte di Urgell[10]
- Guerau ( † 1242), Signore di Cabrera, Visconte di Gerona e Visconte d'Àger
- Alemanda, che sposò Guglielmo Signore di Cervallón
- Rodrigo Ponzio ( † 1259), Signore di Cigales, Mucientes e Santa Olalla
- Rodrigo, Signore di Viacampo e Benavarri.

### Fonti primarie
- (LA)  Preuves de l'Histoire Générale de Languedoc, tome V.
- (LA)  Rerum Gallicarum et Francicarum Scriptores, tomus XIX.

### Letteratura storiografica
- Rafael Altamira, La Spagna (1031-1248), in «Storia del mondo medievale», vol. V, 1999, pp. 865–896
- (ES)  Historia de los condes de Urgel, Tomo I.
- (EN) Chaytor, H. J. A History of Aragon and Catalonia, su libro.uca.edu.
- (ES) Nobiliario, su books.google.com.br.